# Rubus hebetatus
Rubus hebetatus är en rosväxtart som beskrevs av Henri L. Sudre. Rubus hebetatus ingår i släktet rubusar, och familjen rosväxter. Inga underarter finns listade i Catalogue of Life.